# 엄마가 뿔났다
《엄마가 뿔났다》는 2008년 2월 2일부터 2008년 9월 28일까지 방송한 한국방송공사 주말연속극이다.

## 기획 의도
가족을 위해 모든 것을 희생했던 아날로그 시대 엄마들과 자신들의 꿈을 더 소중히 생각하는 디지털 시대 딸들의 이야기를 그린 드라마

## 줄거리
엄마 김한자를 뿔나게 하는 사람은 자식들이다. 맏딸 영수는 잘 나가는 이혼 전문 변호사로 엄마의 자랑거리이다. 같은 로펌의 변호사이며 이혼남인 이종원과 반동거 상태로 사귀고 있다. 철없는 아들 영일도 결혼도 하기 전에 연상의 여자에게 아기부터 갖게 하고, 막내딸 영미조차 엄마의 바람과는 전혀 다른 사람을 만나게 되면서 엄마는 점점 지쳐가는데...

## 등장 인물

### 나일석 가족
- 이순재: 나충복 역

82세. 나일석 형제의 아버지. 최종 학력 중학교 졸업. 철공소 견습생부터 시작해 조판공, 인쇄공도 하다가 운전면허를 따 평생 운전기사로 일한 사람. 그러면서도 남의 신문 빌려보기를 평생하고 산 덕분에 비교적 트였고 시류도 잘 알아 무식한 할아버지는 아니다. 근면·성실·정직으로 마지막 25년은 한 중소기업 사장 운전으로 근무했다. 어려운 살림에도 싫은 내색 없이 평생을 희생해 준 며느리 한자에게 깊은 감사의 정을 갖고 있고 자기 자식들 보다 한자와 더 잘 통하고 사이가 좋다. 우연히 친구의 소개로 안 여사와 만나고 첫사랑을 만난 순박한 청년처럼 설렘을 감추지 못한다.
- 백일섭: 나일석 역

62세. 개띠 충복의 장남. 아버지가 철공소 직공일 때 태어나 간신히 고등학교 졸업하고 말단 철도 공무원으로 시작해 철도 공무원으로 정년퇴직 했다. 근면 성실의 표본이고 다정 다감, 속이 따듯한 사람. 천성이 보드라워 갈등회피형인 편. 이 남자에게는 가족이 자신의 전세계이자 우주이며 온 가족에게 늘 모든 것이 미안한 사람. 15년 늦게 태어난 동생 삼석을 고등학교 입학하면서부터 10년이 훨씬 넘게 한 집에 데리고 있으면서 뒷바라지 하느라 힘들었으나 그저 자기 혼자의 보람일 뿐 정작 삼석은 형한테서 받은 고마움에 거의 무감각하다.
- 김혜자: 김한자 역

드라마의 주인공. 62세. 개띠. 일석의 아내. 가난한 집 딸로 역시 어렵게 여상을 마치고 작은 출판사 경리로 있다가 25살에 일석과 결혼해서 27살에 첫 아이를 낳았다. 여상 친구였던 나이석의 이란성 쌍둥이 오빠 일석과 고등학교 시절 만나서 연애 했고 그저 사랑 하나로 결혼해서 어려운 형편에 시 동생 뒷바라지까지 하면서 동네 양품점 점원도 하고 시누이 양장점 일도 거들었고 몇 년 전까지는 화장품 할인 가게도 조그맣게 했었다. 무슨 말이든 의심이라고는 없이 덮어놓고 믿는 천진난만한 여자라 생활고에 시달리고 60년 삶에 지친 지금도 잘 속는다. 돈에도 출세에도 무능하고 오로지 ‘좋은 사람’일 뿐인 남편과 얽혀 보낸 세월에 억울하기 시작해서 현재 ‘나는 뭔가’에 빠져 있는 상태. 아직 표면적으로는 나타내지 않는데 어느 시점에서부터 사람이 달라진 것처럼 변하기 시작한다. 여학생 시절 부터의 소원은 책만 읽으면서 살고 싶다는 거였고 지금도 틈만 나면 화장실에 들어 앉아 책을 보는 타고난 언어 감각의 소유자. 시아버지와의 관계가 시아버지가 아닌 친정 아버지처럼 좋다.
- 신은경: 나영수 역

36세. 맏딸. 이혼 전문 변호사. 아직 미혼. 성격도 지적이고 시니컬한 데다 이혼 문제만 전문으로 다루다 보니 결혼이라는 것에 다분히 부정적이라 비슷한 상대가 나타나 교제를 하면서도 망설이고 미적거리는 동안에 두번쯤 기회를 놓치고 나름대로 그것이 상처가 돼있다. 그러다 보니 이제는 본의 아니게 자타가 공인하는 독신 주의로 낙인이 찍혀버렸다. 집안의 두통거리. 현재 아무도 모르게 같은 로펌의 변호사와 연애 중이면서 반 동거 상태. 상대는 아이 딸린 이혼 남. 역시 결혼은 절대 하고 싶지 않은데 어느 날 엄마에게 들켜버린다.
- 김정현: 나영일 역

34세. 장남. 정수기 판매 회사 때려치우고 고모 아들이 하던 세탁소 물려받아 세탁소를 하고 있는 나일석 김한자의 장남. 껄렁이로 공부와는 죽어도 의논이 안돼 재수, 삼수까지 하다가 군대 갔다 와서 노동이나 다름없는 곳에 취직 두어 군데 했다가 지금은 세탁소 주인. 주변에 갑자기 들어선 아파트 덕에, 더구나 자리 덕을 보면서 마치 천직인 양 열심히 꽤 짭잘한 수익을 내고 있다. 아무하고나 잘 사귀는 사교형으로 아직 미혼인데, 어느 날 누나 누나 하다가 임신 시켜 현재 만삭이다. 꿈은 크고 공수표를 잘 떼어 뻥쟁이 아들 소리를 듣는가 하면 금방 히팅이 되는 급한 성격으로 사고도 곧잘 친다.
- 김나운: 장미연 역

39세. 영일의 처. 영일이 포천 군대 가 있을 때 군부대 근처 식당에서 일하며 누나 동생 하면서 일 년반쯤 알았던 사이. 어렸을 때 엄마가 개가 하고 외삼촌 집에서 고등학교까지는 다녔다. 영일이 제대하면서 마침 근처 골프장 사무직으로 취직해 다니다 서울로 왔고 대형마트에 취직해 열심히 저축하면서 살고 있었는데 이년 전쯤 우연히 매장에서 영일과 만나고 그 후 사랑으로 발전, 현재 임신 8개월 곧 출산을 앞두고 있다. 결혼을 하기는 해야겠는데 결혼 안 한 누나 영수가 있는 데다 배부른 연상의 여자를 어떻게 집에 들이밀어야 할지 난감해서 머뭇거리는 영일을 보다 못해 스스로 해결에 나선다. 다부지면서도 명랑한 성격.
- 이유리: 나영미 역

28세. 나일석 부부의 셋 째면서 막내. 대학을 나와서 기업 홍보실에 근무 중. 빈틈없이 정확하고 똑 부러지는 아이. 연애 중이던 남자가 평범한 집 아들인 줄 알았다가 인사 차 따라가서 처음 본 남자의 집이 너무나 큰데 놀라 두 집안의 경제력이 비슷하지 않아서 부담스럽다는 이유로 헤어지자는 선언을 한다. 그러나 남자가 끝까지 포기를 안하고 결국 어찌어찌 결혼으로 진행되다가 시어머니 재목의 사돈 네에 대한 결례 등이 결정적인 이유가 돼 혼사가 깨지게 되고 그렇게 되자 남자가 집을 나오는 사태까지 벌어지면서 다시 결혼. 결혼 이후 아무도 감당 못하는 시어머니 이중성과 투쟁한다.

### 나이석 가족
- 강부자: 나이석 역

62세. 일석과 한날 태어난 일석의 쌍둥이 여동생이자 한자의 시누이. 한자와 함께 여상을 졸업하고 양재 학원을 더 다녀 양장점에 취직해 다니다가 타고난 바느질 솜씨로 직접 양장점을 차리기도 하나 잘 안되어서 접어 치우고 옷 수선 집으로 바꿨는데 솜씨가 소문나면서 외제 옷 수선 전문 집에서 일거리를 받아 하게 되고 그러다가 보니 그게 또 소문이 나서 아예 직접 외제 옷 수선을 하게 돼 꽤 짭잘한 수익을 올렸었다. 33살에 37살 먹은 노총각과 중매로 결혼했는데 딱 10년 살고 남편이 바람이 나 파토 나고 아들(현재 30세)은 미국에 이민 간 아버지가 불러들여 3년 전에 이민 갔다. 공부 안하고 땡땡이 쳤던 아들한테 차려 주었던 세탁소는 역시 공부가 지긋지긋해 제대하고 정수기 회사 배달 차를 몰던 한자의 둘째이자 장남 영일이 물려 받았고 이석의 옷 수선 집은 사람 하나 두고 아직도 성업 중이면서 영일이 세탁소 수선도 맡아주고 있다. 반반한 여자한테 남편을 빼앗긴 한인지 티비에 나오는 모든 여자 배우들이 이석의 입을 통하면 모두 다 형편 없어지고 좋은 말도 비틀어서 하고 별일 아닌 것도 이 인물의 입을 통하면 끔찍한 것이 된다. 그런가 하면 반면에 감성은 너무나 풍부해서 아무 일도 아닌 것에 펑펑 울기도 잘하는데 결정적인 건 술만 마셨다 하면 아무도 못 말리는 시비꾼이 된다. 그 시비는 상당히 날카롭다.
- 김민경: 최은실 역

28세. 일러스트레이터. 이석의 딸. 오빠와 함께 아버지가 미국에서 불렀으나 자기는 엄마 옆에 남아 있어야 한다고 거절했다. 어렸을 때부터 육감, 예지력이 뛰어나 동네 사람 누가 죽는다는 것도 미리 맞추고 꿈도 정통으로 들어맞고, 사람을 뚫어보고 아무튼 시도 때도 없이 불쑥불쑥 한 마디 씩하는 말이 개업 안한 무당 같은 처녀. 진짜 무당이 나온 것 같아 노심초사해서 점 집에도 수도 없이 찾아다니고 야단도 호되게 쳤으나 무당은 안된다 그러고 될 기미도 안 보여 지금은 그저 온 사람이 중요한 일이 생기면 재미 반 예방 차원 반으로 물어보곤 한다. 영미와 동갑. 사촌이면서 친구로 각별하게 잘 지낸다. 28년 인생 동안 남자와 사귀어 본 적이 없다.

### 나삼석 가족
- 김상중: 나삼석 역(특별출연)

47세. 일석/이석 쌍둥이 형제 다음 15년 연착 해서 태어난 나충복 노인의 막내. 머리 좋은 노력파라서 어렸을 때부터 뛰어났지만 형의 뒷 받침이 아니었으면 의대 공부는 꿈도 못 꾸었다. 고등학교 진학하면서부터 형 네 식구들을 한 방에 몰려 살게 하면서 형 네 집에서 살았고 학비 만들어내느라 형 내외가 죽을 힘을 다한 덕분에 오늘날 이름 있는 의사로 누릴 거 누리면서 살고 있다. 역시 의사였던 장인 눈에 들어 지금의 아내와 결혼했고 아들 하나, 딸 하나는 일찍이 조기 유학으로 아내의 언니가 있는 미국 보스톤에 보내 놓고 있다. 여유 있는 집 딸로 다분히 이기적에 끈끈하게 살고 있는 시집 식구들에 어울리는 걸 싫어하는 아내와 바쁜 생활 때문에 자연히 싹수 없는 아들이 될 수밖에 없는 처진 데... 불시에 귀국해 영미의 결혼식에 참석한 뒤 '미국 생활을 정리하고 가을에 돌아 오겠다'고 말하며 떠난다.
- 하유미: 이지나 역(특별출연)

43세. 삼석의 아내. 아버지의 적극 추천과 삼석의 매력에 끌려 결혼했지만 경제 수준. 학력 수준이 떨어지는 시집이 늘 자존심 상 재미가 없다. 집안 행사에는 오기 싫어하면서 김치나 밑반찬 국 등은 꼭 얻어다 먹고 손님 초대가 있을 때는 출장 요리사 대신 한자와 이석의 도움을 받으려 한다. 여우 과라서 립 서비스는 뛰어나지만 남편의 오늘 날이 있기까지 애써 준 시숙 네에 대한 배려나 인정은 전혀 없다. 남편을 좋아해서 세상 모든 여자들이 삼석을 노린다고 생각하는 경향이 있고 당연히 의심증에 의부증까지 갖고 있어 삼석을 피곤하게 한다.

### 김진규 가족
- 김용건: 김진규 역

60세. 영미 시아버지. 부친이 한 때 차관을 지냈었다는 것 밖에 내세울 게 별로 없는 집안 출신. 영국 신사라는 별명이 있을 정도로 매너 좋고 모양새 좋은 남자. 경제학과 졸업하고 재무부에서 순조롭게 승진하며 국장 급까지는 올랐다가 퇴직하고 외동딸이었던 아내가 물려받은 친정 재산 관리는 이 사람 몫이다. 골프와 등산이 취미고 가치관이 다른 아내를 그냥 귀여워하며 사는 것으로 타협 한지 오래 되었으나 아내에게 눌려 지낸 세월이 길다 보니 자신의 존재감을 잃고 때때로 허탈하다. 한 달 동안 아내 비위를 맞추다가 정말 성이 나면 눈 한번 부릅뜨는 것으로 아내를 진압하는 능력이 있다.
- 장미희: 고은아 역

56세. 영미의 시어머니. 정현의 모친. 무남독녀 외 딸로 누구도 못 말리는 고집쟁이에 무슨 일에 든 다른 사람의 의견은 용납하지 않는 성격. 인품 좋고 잘생긴 남편과 효자 아들. 자신의 인생을 완벽한 것으로 스스로 믿고 있고 주변에도 그렇게 보여야만 하는 여자. 밖에서 나 집에서 나 교양과 품위로 포장되어 있으나 근본적으로는 다분히 속물이면서 상식적이다. 자신을 꾸미는 일에 목숨을 걸었다고 할만큼 미모 유지에 전력을 다하고 있고 아닌 척하면서 스캔들을 좋아하고 가족이 아닌 타인에게는 아주 인색하다.
- 기태영: 김정현 역

30세. 영미의 연인. 박사 코스 밟고 있는 청년. 엄마 쪽 집안이 명문에 속하고 재력도 남 부럽지 않다. 아버지는 부친이 차관까지는 지낸 공무원 집안 출신으로 재력은 별 볼일 없었다, 어머니의 편견과 교만, 이중성에 비판적이고 때문에 지나칠 정도로 솔직, 정직하고 편견 없는 영미에게 끌렸다. 주도권 확실하게 잡고 있는 엄마에게 쌓였던 불만이 영미와의 결혼이 순탄치 못하자 마침내 터져 나오기 시작하면서 착한 아들 옷을 벗어던지고 영미와 한 배를 탄다.
- 윤승희: 앵무새 목소리 역[2]

구관조. 극 중 인물들의 대사를 따라하는데, 특히 은아 특유의 말투를 따라 하며 그녀의 속물 근성을 간접적으로 드러내는 역할을 한다.

### 이종원 가족
- 류진: 이종원 역

37세. 영수의 연인. 같은 로펌 변호사. 10살 난 딸은 헤어진 아내가 키우고 있고 오피스텔에서 혼자 살고 있으며 영수가 집에 가지 않는 날은 영수의 원룸에서 함께 보낸다. 첫 결혼의 타격으로 역시 결혼에 대해서는 회의적. 주말 하루는 딸아이와 보내게 돼 있고 결혼 전 남자에 대한 미련 때문에 결혼 생활을 파탄에 이르게 한 전 와이프는 재결합을 원해서 끊임없이 주변을 맴돌며 간섭한다. 우여곡절 끝에 영수와 결혼한다.
- 조수민: 이소라 역

10세. 종원과 전 처 경화 사이에서 태어난 딸. 혼자가 된 엄마가 불쌍해서 의리를 지키려고 아빠와 살기를 포기한 마음 깊은 꼬마 아가씨였으나, 아빠가 영수와 결혼한다고 하자 엄마 아빠 사이의 방해꾼으로 여기며 심술을 부린다. 종원, 영수 부부와 함께 살며 하와이로 떠난 엄마 경화를 기다리나 엄마의 재혼 사실을 알게 되고 배신감을 느끼며 자신에게 최선을 다하는 영수에게 마음을 연다.
- 양정아: 경화 역

종원의 전 처. 자신의 외도로 이혼을 하였음에도 뻔뻔스럽게 종원에게 재결합을 요구하며, 한밤중에 무턱대고 찾아와 소라를 맡기고 종원의 오피스텔을 맘대로 드나드는 등 몰상식한 행동을 보인다. 소라를 데리고 떠나기 위해 이민 수속을 밟는다며 하와이로 떠나지만, 덜컥 재혼을 해버려 소라에게 큰 충격을 준다.
- 정재순: 종원 모 역

종원의 어머니. 독불장군 같은 남편 때문에 고생스러운 젊은 시절을 보냈지만 나이를 먹으면서 적당히 여유롭게 인생을 즐기는 중. 처음에는 종원 부부의 이혼 원인을 모르고 종원에게 경화와 재결합할 것을 다그치지만 이내 종원과 영수의 결혼에 찬성한다. 결혼에 반대하는 한자를 만나 진실한 마음을 보여주어, 한자가 결혼을 찬성하는 데 일조한다.

### 그 외 인물
- 조양자: 조 여인 역

50세. 이석과 같이 사는 바느질 아줌마. 법이 없어도 살 겸손하고 착한 여자. 거절이라는 걸 모르고 잘못한 것도 없이 늘 뭔가 잘못해서 미안한 것 같은 사람. 이석과 함께 사는 지 6, 7년 됐다.
- 전양자: 안영숙 역

충복이 친구 최 영감으로부터 소개 받은 여자 친구. 교양 있고 반듯한 노년 여성. 일본의 고급 한정식 식당에 스카우트되어 떠나지만 충복을 잊지 못하고 돌아온다. 남은 여생을 충복과 지내고 싶다는 뜻을 내비친다.
- 김희령: 미세스 문 역

진규네 집 가사 도우미. 주로 은아의 심부름, 집안의 궂은 일을 도맡아 한다.
- 정태우: 동기자 역

은실의 대학 후배. 선배 은실에게 호감을 느끼고 특유의 넉살과 바람기로 작업을 걸어온다. 술에 취한 은실과 취중에 키스를 나누게 되고 풋풋한 연애를 시작한다.
- 최정훈: 최 영감 역

82세. 충복의 친구. 싫다는 충복에게 억지로 영숙을 소개해준다.
- 임채무: 이석의 전 남편 역(특별출연)

66세. 이석의 전 남편. 다른 여자와 새 살림을 차려 이혼했다. 미국에 있을 당시 이석의 아들을 불러들여 같이 생활하였다. 이혼 후 10년 만에 미국에서 돌아와 이석에게 살림을 합치자 하지만, 속셈은 이석과 공동 명의로 돼있는 여주 땅을 팔아넘길 작정. 35회에 첫 등장하였다.
- 정지순: 조 남자 역(특별출연)

## 시청률
아래의 파란색 숫자는 '최저 시청률'이고, 빨간색 숫자는 '최고 시청률'입니다. 시청률조사회사와 지역별로 시청률에 차이가 있을 수 있습니다. 
| 2008년      | 2008년         |
| 회차        | TNmS 시청률    |
| 회차        | 대한민국(전국) |
| ----------- | -------------- |
| 1           | 25.3%          |
| 2           | 29.6%          |
| 3           | 24.0%          |
| 4           | 27.6%          |
| 5           | 25.6%          |
| 6           | 28.5%          |
| 7           | 18.1%          |
| 8           | 24.9%          |
| 9           | 22.4%          |
| 10          | 25.6%          |
| 11          | 24.0%          |
| 12          | 26.2%          |
| 13          | 23.8%          |
| 14          | 27.8%          |
| 15          | 22.7%          |
| 16          | 28.2%          |
| 17          | 26.5%          |
| 18          | 28.1%          |
| 19          | 25.8%          |
| 20          | 28.6%          |
| 21          | 26.3%          |
| 22          | 29.6%          |
| 23          | 24.1%          |
| 24          | 27.0%          |
| 25          | 27.6%          |
| 26          | 31.1%          |
| 27          | 27.1%          |
| 28          | 25.7%          |
| 29          | 24.2%          |
| 30          | 25.2%          |
| 31          | 26.1%          |
| 32          | 28.1%          |
| 33          | 22.8%          |
| 34          | 26.9%          |
| 35          | 27.1%          |
| 36          | 23.8%          |
| 37          | 27.7%          |
| 38          | 22.4%          |
| 39          | 26.6%          |
| 40          | 23.9%          |
| 41          | 27.4%          |
| 42          | 25.7%          |
| 43          | 27.4%          |
| 44          | 24.8%          |
| 45          | 28.8%          |
| 46          | 26.4%          |
| 47          | 29.3%          |
| 48          | 28.1%          |
| 49          | 34.8%          |
| 50          | 27.8%          |
| 51          | 32.9%          |
| 52          | 28.1%          |
| 53          | 27.9%          |
| 54          | 24.3%          |
| 55          | 28.2%          |
| 56          | 32.9%          |
| 57          | 32.4%          |
| 58          | 38.3%          |
| 59          | 38.3%          |
| 60          | 32.7%          |
| 61          | 26.7%          |
| 62          | 28.3%          |
| 63          | 36.4%          |
| 64          | 42.7%          |
| 65          | 35.1%          |
| 66(최종회)  | 40.6 %         |
| 평균 시청률 | 27.8%          |

## 결방 사유 및 편성 변경
- 2008년 2월 23일: 6시 55분부터 2008 동아시아축구선수권대회 대한민국: 일본 중계방송으로 인해[4] 밤 9시 10분으로 편성 변경(<연예가중계>는 10시 15분, <드라마시티>는 11시 35분으로 이동)
- 2008년 5월 31일: 2010년 FIFA 월드컵 아시아 3차 예선 대한민국: 요르단 중계방송으로 인해 결방
- 2008년 8월 9일: 2008년 하계 올림픽 중계방송으로 인해 밤 9시 25분으로 편성 변경[5](<대왕세종>은 10시 35분, <연예가중계>는 11시 35분으로 이동)
- 2008년 8월 10일: 2008년 하계 올림픽 중계방송으로 인해 결방
- 2008년 8월 16일: 2008년 하계 올림픽 중계방송으로 인해 결방
- 2008년 8월 17일: 2008년 하계 올림픽 중계방송으로 인해 밤 9시 40분으로 편성 변경(<대왕세종>은 결방)
- 2008년 8월 23일: 2008년 하계 올림픽 중계방송으로 인해 결방

## 연장
- 후속작의 캐스팅 문제, 높은 인기 등의 이유로 연장이 거론되었는데, 제작사 삼화프로덕션 측은 KBS와 계약 당시부터 70회 계약을 맺었다고 밝혔으나, 일부 출연진들과는 50~55회까지만 출연 계약을 맺은 것으로 알려져 논란을 빚었다.[6]
- 2008년 6월, 11회 연장, 총 61회 종영을 결정했지만 2008년 7월 또다시 10회 연장이 거론되었다.[7]
- 주인공 김혜자의 영화 <마더> 촬영이 확정되면서 엄마가 뿔났다 방영 분량이 50부작에서 16회 연장되어 66부작으로 변경 및 확정되었다.[8]

## 수상 경력
- 2008년 방송영상그랑프리 대상 대통령상 삼화네트워크 대표 신현택[9]
- 2008년 KBS 연기대상 대상 김혜자
- 2008년 KBS 연기대상 베스트 커플상, 남자 조연상 김용건
- 2008년 KBS 연기대상 베스트 커플상, 인기상 장미희
- 2009년 제45회 백상예술대상 TV부문 대상 김혜자
- 2009년 제45회 백상예술대상 TV부문 드라마작품상

## 경쟁 프로그램
- 천하일색 박정금
- 내 인생의 황금기(이상 MBC)
- 행복합니다
- 유리의 성(이상 SBS)

## 참고 사항
- 《사랑이 뭐길래》에서 부부로 출연하였던 이순재와 김혜자는 해당 드라마에서는 시아버지와 며느리 사이로 출연하였다.
- 김수현 작가는 해당 드라마를 통해 엄마를 드라마의 전면에 내세워 가부장적 남성 중심으로 드라마를 전개해왔던 기존 노선을 달리하였다. 또한, 황혼의 성(性)을 과감하게 드러내고, 독백의 비중을 강화하는 등 그동안 집필했던 드라마와는 차별점을 두었다.[10]
- 이 시대 엄마들의 모습과 심경을 잘 대변해 주었던 탄탄한 스토리 전개와 각자 개성이 강한 신구 배우들의 조화로 큰 인기를 끌었다.[11]
- 가사 노동의 무임금, 재혼 가정의 육아 문제, 중년의 자아, 노년의 사랑 등 논란거리를 쉴 새 없이 쏟아냈지만, 특히 가족들에게서 벗어나 잠시 쉬겠다는 김한자(김혜자)의 가출 선언은 찬반 논란이 일어날 만큼 큰 파장을 일으켰으며[12] 엄마의 존재에 대해 깊이 있게 생각해보는 계기를 제공하였다.[13]